# 거미의 계략
《거미의 계략》(La Strategia Del Ragno, The Spider's Stratagem)은 이탈리아에서 제작된 베르나르도 베르톨루치 감독의 1970년 정치 영화이다. "Theme of the Traitor and the Hero"라는 이야기에 기반을 둔다. 지울리오 브로지 등이 주연으로 출연하였고 지오바니 베르톨루치 등이 제작에 참여하였다.

## 출연

### 주연
- 지울리오 브로지
- 피포 캄파니니
- 프랑코 지오바넬리

### 조연
- 엘렌 미드게테
- 티노 스코티
- 알리다 발리

## 기타
- 원작자: 호르헤 루이스 보르게스